# Anži-Arena
L'Anži-Arena (in russo Анжи-Арена?) è un impianto sportivo situato a Kaspijsk, a 18 km di distanza dalla città di Machačkala.
Lo stadio veniva usato principalmente per le gare casalinghe dell'Anži. Ora a farne l'uso è la Dinamo Machačkala. L'impianto ha una capienza di 24 400 spettatori ed è stato inaugurato nel 2003.